# Experto en ortología
Experto en Ortología es una película del género conocido como comedia picaresca estrenada en Argentina el 14 de enero de 1991, dirigida por Andrés Redondo, y que tuvo como actores principales a Tristán, Marcela Labarca, Liliana Bertrand, Cacho Bustamente, Pepe Díaz Lastra, Julio Fedel, Ana Marelli, Susana Torales, Marixa Balli, María F. Callejón, Romina Gay, Cristina Agüero, Isabella Groumann y Horacio Mohadeb. Lanzada únicamente en formato casero debido a la caída que el género tuvo en años anteriores. Formó parte de una serie de 3 películas lanzadas directamente a video entre 1991 y 1993, donde Tristán era el protagonista.
La baja calidad de la cinta, y las pocas unidades que se distribuyeron de la misma, culminaron en la rareza de sus copias en la actualidad, al igual que con otras películas protagonizadas por Tristán en esos años, la mayoría siendo lanzadas únicamente en video, aunque a diferencia de las otras películas de su trilogía, no se encuentra mucha información de la misma.

## Trama
Tristán decide ir a una escuela de medicina para dedicarse a ser médico especializado en la llamada "ortología", donde hace el presunto trabajo de revisar a mujeres, todo para ayudarlas en sus problemas más íntimos, teniendo relaciones sexuales con ellas en el proceso, y con su novia de por medio, que realmente duda de si Tristán le es infiel.

## Reparto
| Actor                   | Personaje            |
| ----------------------- | -------------------- |
| Tristán                 | Doctor               |
| Susana Torales          | Paciente             |
| Marcela Labarca         | Novia de Tristán     |
| Marixa Balli            | Paciente             |
| Romina Gay              | Paciente y bailarina |
| Cristina Agüero         | Paciente             |
| Izabella Groumann       | Paciente alemana     |
| Liliana Benard          | Hermana de Tristán   |
| Ana Marelli             | Bailarina            |
| Cacho Bustamante        | Esposo de Cristina   |
| Julio Fedel             | Homosexual           |
| María Fernanda Callejón | Paciente             |
| Pepe Díaz Lastra        |                      |